# Xue Chaohua
Xue Chaohua, nascido em 31 de março de 1992, é um ciclista chinês, campeão nacional em 2019. É membro da equipa Ningxia Sports Lottery Continental.

## Palmarés em estrada

### Por anos
- 2015
  - 2.º do campeonato da China em estrada
- 2016
  - 3.º do campeonato da China em estrada
- 2019
  -  Campeão da China em estrada

### Classificações mundiais
| Ano           | 2015   | 2016 | 2017 | 2018 | 2019 |
| UCI Asia Tour | 358.º. |      |      |      | 73.º |

## Palmarés em pista

### Jogos asiáticos
- Yakarta 2018
  -  Medalha de ouro da perseguição por equipas (com Guo Liang, Qin Chenlu e Shen Pingan)

### Campeonato Asiático
- Izu 2016
  -  Campeão da Ásia de perseguição por equipas (com Fan Yang, Qin Chenlu, Shen Pingan e Liu Hao)
- Nilai 2018
  -  Medalha de bronze da perseguição por equipas